# Vânia Fernandes
Vânia Fernandes (ur. 1985 w Funchal na Maderze) – portugalska piosenkarka i autorka tekstów.

## Życiorys

### Edukacja
W październiku 2001 roku rozpoczęła studia wokalne w Konserwatorium Maderskim, dwa lata później zaczęła naukę gry na fortepianie. W 2007 roku ukończyła Professional Course of Corner of the School of the Arts Luisa Petera Clode. Jest zawodową nauczycielką muzyki.

### Kariera

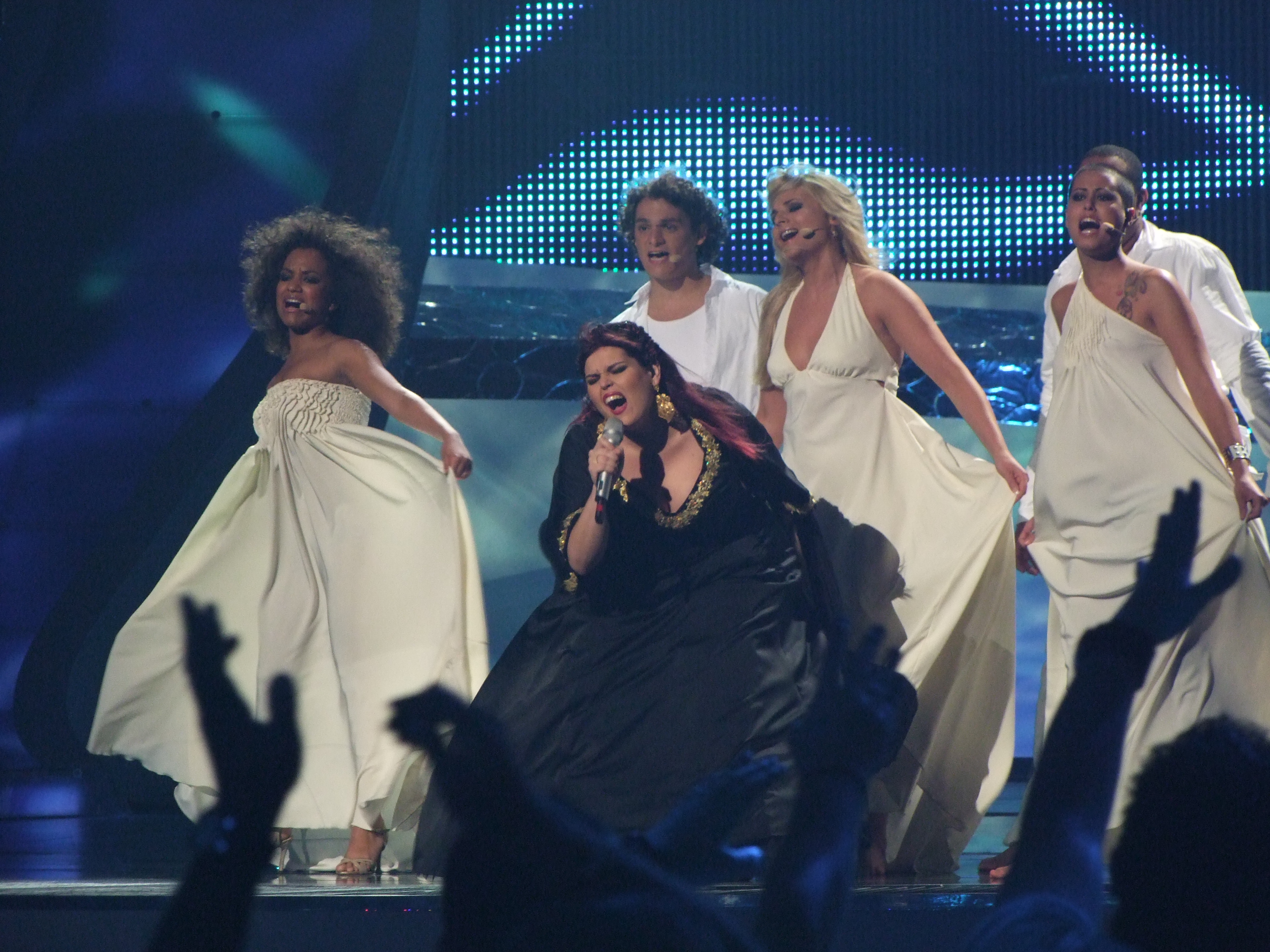
Vânia Fernandes w finale 53. Konkursu Piosenki Eurowizji, maj 2008

W czerwcu 1997 roku brała udział w lokalnym konkursie muzycznym Funchal a Cantar, dwa lata później wygrała jedną z edycji festiwalu. Od 1997 roku koncertuje po hotelach i restauracjach na Maderze, występuje też na regionalnych festiwalach muzycznych. W 2001 roku zajęła pierwsze miejsce na festiwalu Talentos à solta organizowanego na maderskiej wyspie Calheta. W październiku 2003 roku nawiązała współpracę z jazzowym zespołem Oficina. W 2004 roku została członkinią Sekstetu Humberto Fourniera. W kwietniu 2006 roku zdobyła Nagrodę Rozpoznawczą na Festiwalu Jazzowym w Lizbonie.
W 2007 roku wygrała finał trzeciej edycji programu Operação Triunfo, będącego hiszpańskim odpowiednikiem formatu Star Academy. W marcu 2008 roku wzięła udział z utworem „Senhora do mar (negras águas)” w finale krajowych eliminacji eurowizyjnych Festival RTP da Canção, które wygrała po zdobyciu największej liczby głosów telewidzów, zostając tym samym reprezentantką Portugalii w 53. Konkursie Piosenki Eurowizji organizowanym w Belgradzie. 22 maja wystąpiła w drugim półfinale konkursu i z drugiego miejsca awansowała do rozgrywanego dwa dni później finału. Zajęła w nim trzynaste miejsce z 69 punktami na koncie.